# La Distribution des aigles
La Distribution des Aigles, de son vrai nom le Serment de l'armée fait à l'Empereur après la distribution des aigles, 5 décembre 1804, est un tableau réalisé par Jacques-Louis David en 1810.

## Contexte historique
À l'origine, David avait reçu la commande de quatre toiles de très grand format pour illustrer les cérémonies du couronnement de Napoléon : Le Sacre, L'Intronisation, L'Arrivée à l'hôtel de ville et La Distribution des aigles. Dès juin 1805, l'artiste a commencé à étudier les personnages qu'il reproduira  pour Le Sacre (le pape en particulier), le Sacre sera une galerie de portraits dont le régime s'efforce de faire une œuvre de propagande, tout comme le sera La Distribution des aigles. Ce dernier tableau commencé en 1805 ne sera achevé qu'en 1810 et constitue « une version militante des Horaces dont il reprend le geste du serment. L'idéologie critique du peintre, qui persistait dans Le Sacre, a disparu pour faire place à l'apologie du régime ».
Le tableau est présenté pour la première fois au Salon de 1810, qui ouvrit ses portes le 5 novembre 1810

## Description
La Distribution est une reprise des coutumes des légions impériales romaines. L'Empereur remet ici le nouveau drapeau qui porte le symbole de l'empire aux chefs de ses armées. Cette remise des drapeaux est accompagnée d'un serment de fidélité des chefs à l'Empereur. La scène se déroule sur le Champ-de-Mars couvert de députations qui représentent la France. Au signal donné, toutes les colonnes se rapprochent de l'empereur qui se lève et lance un discours édifiant sur la valeur du sacrifice en leur demandant de jurer de sacrifier leur vie. D'où le rapprochement avec le Serment des Horaces.
Cette œuvre est assez dynamique, en particulier la droite de la composition. Cette partie, en forme pyramidale, s'oppose avec la partie gauche, beaucoup plus tranquille. Napoléon est moins mis en valeur que dans Le Sacre car les aigles le surplombent. En dépit de cette organisation spatiale, la lumière favorise très largement Napoléon. 

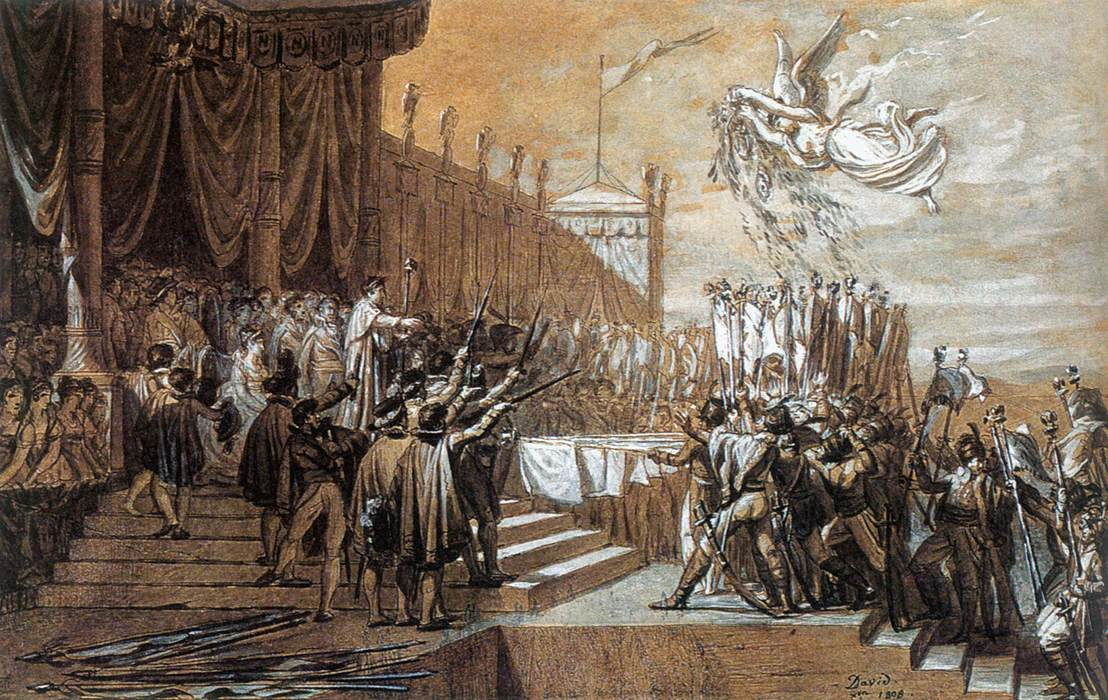
Étude pour La Distribution des Aigles

La moitié supérieure de la scène semble étrangement vide car à l'origine David avait représenté une allégorie de la « Victoire qui jette des lauriers aux officiers brandissant drapeaux et étendards », ce dont Napoléon ne voulait pas car la scène devait être historique. David avait donc dû effacer cette partie. Par ailleurs, à la demande de Napoléon, David prit certaines libertés avec la vérité historique. En effet, Joséphine de Beauharnais est absente de ce tableau alors qu'elle était présente à la distribution ; celle-ci ayant divorcé en 1809, elle devenait donc indésirable. On remarque d'ailleurs qu'Eugène de Beauharnais possède une cuisse disproportionnée pour combler le vide créé par l'absence de Joséphine. Dans l'étude d'ensemble du tableau, sous forme de dessin, Joséphine était assise entre Napoléon et son fils Eugène. Enfin, le projet plaçait les anciens drapeaux des régiments au sol, au devant de la scène, comme abandonnés alors que les aigles se voyaient distribuées. Le tableau final place les anciens drapeaux derrière le trône, et l'on y voit particulièrement apparaître les noms de Lodi, Rivoli et Marengo, les victoires des armées républicaines remportées par le général Bonaparte. Un détail sur la partie droite présente également le destin de ces anciens drapeaux : au-delà du personnage du sapeur barbu et de son grand tablier blanc, on aperçoit un soldat en contrebas de l'estrade, allant dans un mouvement inverse à l'élan des porte-aigles. Ce soldat emporte un drapeau roulé sur lequel on discerne le mot « République ». En 1810, Napoléon ne se déclare plus « par la grâce de Dieu et les constitutions de la République, Empereur des français », mais « par la grâce de Dieu et les constitutions, Empereur des français ». 